# Пауперт, Иван Михайлович
Иван Михайлович Пауперт — генерал-лейтенант Русской императорской армии французского происхождения.

## Биография
Иван Пауперт родился в 1738 году. Поступив на военную службу в 1753 году кадетом в один из полков французской армии, Пауперт перешел затем в «цесарскую службу» хорунжим в пехотный полк Мерси д'Аржанто, где постепенно получил чины подпоручика, поручика и капитана. 
В 1769 году И. М. Пауперт перешел в королевско-польскую службу, куда был принят с чином майора и здесь произведен был: в августе 1775 года — в подполковники, в 1776 году — в полковники, а в июне 1790 года получил звание генерал-майора. 
По присоединении Польши к Российской империи, он 15 апреля 1793 года был принят в Русскую императорскую армию в том же чине; 28 марта 1798 года был произведен в генерал-лейтенанты с назначением шефом Харьковского кирасирского полка, но уже 5 октября того же 1798 года по именному указу императора Павла был отставлен от службы. 
Иван Михайлович Пауперт до поступления в русскую армию участвовал в Семилетней войне, в 1769 году дрался в Польше, во время Барской конфедерации, и в 1794 и 1795 гг. во время восстания Тадеуша Костюшко.